# Nothorhina
Nothorhina is een geslacht van kevers uit de familie van de boktorren (Cerambycidae). De wetenschappelijke naam van het geslacht werd voor het eerst geldig gepubliceerd in 1845 door Redtenbacher.

## Soorten
- Nothorhina gardneri Plavilstshikov, 1934
- Nothorhina muricata (Dalman, 1817)
- † Nothorhina granulicollis Zang, 1905